# Штюльпнагель, Карл фон
Карл-Ге́нрих фон Штю́льпнагель (нем. Karl-Heinrich von Stülpnagel; 2 января 1886 — 30 августа 1944) — немецкий военный деятель, генерал пехоты (1939). Участник военных преступлений. Участник антигитлеровского заговора 20 июля 1944 года. Повешен 30 августа 1944 года.

## Биография
Родился в Дармштадте. После окончания школы в 1904 году поступил на военную службу в сухопутные войска. В Первую мировую войну служил в германском Генеральном штабе.
В 1933 году в звании полковника был назначен начальником отдела иностранных армий Генерального штаба армии. В 1935 году Штюльпнагель опубликовал меморандум, в котором соединил в одно целое идеи антибольшевизма с антисемитизмом. К 1936 году он был генерал-майором, командиром 30-й пехотной дивизии в Любеке. 27 августа 1937 года в звании генерал-лейтенанта был назначен заместителем начальника Генерального штаба сухопутных войск.
С 4 февраля 1938 года — 2-й обер-квартирмейстер Генерального штаба сухопутных войск, с 1 сентября 1938 года — 1-й обер-квартирмейстер Генерального штаба сухопутных войск. Отвечал за важнейшие вопросы военного планирования. Был ближайшим помощником начальника Генштаба генерала Гальдера.
В 1938 году после дела Бломберга-Фрича и Судетского кризиса разочаровался в перспективах гитлеровской внешней и внутренней политики. Был участником военной антигитлеровской оппозиции, поставившей целью отстранение Гитлера от власти. От этих планов пришлось отказаться после подписания Германией Мюнхенского соглашения.
С 30 апреля 1940 года — командир 2-го армейского корпуса. После поражения Франции был председателем германо-французской комиссии по перемирию.
В феврале-октябре 1941 года командовал 17-й армией. В начале Великой Отечественной войны он успешно руководил этой армией во время боёв под Уманью, Киевской операции, Донбасско-Ростовского сражения. Значительные архивные данные свидетельствуют о том, что во время пребывания на постах командующего 17-й армией и военного губернатора Франции Штюльпнагель был вовлечён в военные преступления. На оккупированной советской территории Штюльпнагель подписал много приказов, разрешающих репрессии против гражданского населения в отместку за действия партизан и тесно сотрудничал с айнзацгруппами, в том числе в ходе массовых расстрелов евреев. Если он и наказывал своих подчинённых, то не за убийства гражданского населения, а за действия несанкционированные, например, за захват и расстрелы заложников. Он нацеливал своих подчинённых на то, чтобы те «сосредоточивались» на евреях и коммунистах, подчёркивая, что все коммунисты — евреи, а все евреи — коммунисты; в случаях любых диверсий против немецких войск, проводимых как советскими партизанами, так и украинскими националистами, репрессиям подвергались евреи.
В марте 1942 года Штюльпнагель был назначен командующим войсками оккупированной Франции. Использовал свой пост для продолжения борьбы с нацистским руководством Германии. Через своего личного помощника оберст-лейтенанта (подполковника) Цезаря фон Хофакера поддерживал связь с группой заговорщиков под руководством Клауса фон Штауффенберга. План заговора предусматривал захват власти в Париже и немедленное предложение мира союзникам. После покушения на Гитлера 20 июля 1944 года Штюльпнагель приказал вверенным ему частям арестовать членов СС и гестапо в Париже. Это стало самой успешной операцией 20 июля: без единого выстрела было арестовано 1200 человек. Когда выяснилось, что «Валькирия» в Берлине провалилась, арестованных пришлось выпустить, а их арест объявить учениями. На следующий день Штюльпнагель был вызван в ставку Верховного командования. По пути в Германию он попытался застрелиться. Тяжелая рана оказалась несмертельной, хотя и повредила глазной нерв, приведя его к слепоте. Штюльпнагель был помещён в лазарет, а по выздоровлении выдан гестапо. На суде сохранил, по словам одного наблюдателя, «солдатскую выправку».
30 августа 1944 года был признан виновным в государственной измене и в тот же день повешен в тюрьме Плётцензее в Берлине.

## Награды
- Железный крест (1914) 2-го и 1-го класса (Королевство Пруссия)
- Королевский орден Дома Гогенцоллернов рыцарский крест с мечами (Королевство Пруссия)
- Нагрудный знак «За ранение» (1918) чёрный
- Почётный крест Первой мировой войны 1914/1918 с мечами (1934)
- Пряжка к Железному кресту (1939) 2-го и 1-го класса
- Рыцарский крест Железного креста (21 августа 1941)
- Немецкий крест в серебре (14 февраля 1944)